# Eulophia brenanii
Eulophia brenanii är en orkidéart som beskrevs av Phillip James Cribb och La Croix. Eulophia brenanii ingår i släktet Eulophia och familjen orkidéer. Inga underarter finns listade i Catalogue of Life.